# Becklespinax
Becklespinax is een geslacht van uitgestorven vleesetende theropode dinosauriërs behorend tot de groep van de Carnosauria, dat tijdens het Vroeg-Krijt leefde in het huidige Engeland. De enige benoemde soort is Becklespinax altispinax.
Becklespinax werd ongeveer zes meter lang. Hij is alleen bekend van drie wervels met bovenop lange doornuitsteeksels die een hoge kam op de rug moeten hebben gevormd. Deze wervels werden eerst toegewezen aan Altispinax. De roofsauriër die onder deze naam in populair-wetenschappelijke boeken staat afgebeeld, is in feite Becklespinax.

## Vondst en naamgeving
De Engelse fossielenverzamelaar Samuel Husband Beckles vond in het midden van de negentiende eeuw, vermoedelijk in de vroege jaren vijftig ervan, in de Black Horse Quarry bij Battle, East Sussex in Zuid-Engeland, een aantal nodules met daarin beenderen van een grote theropode. Deze deed hij toekomen aan de paleontoloog Richard Owen die ze in 1856 meldde en toewees aan Megalosaurus bucklandii. Owen zou in een latere editie uit 1884 van een overzichtswerk over Britse fossiele reptielen een lithografie van drie ruggenwervels met lange doornuitsteeksel afbeelden en daarom wordt dit jaartal vaak per abuis vermeld als datum van de vondst. Verschillende onderzoekers hebben verondersteld dat de wervels Owen al in 1853 bekend waren; hij stelde later namelijk dat ze vrij vooraan op de rug stonden en de op zijn aanwijzingen rond die tijd door Benjamin Waterhouse Hawkins gemaakte betonnen levensgrote reconstructie van Megalosaurus in het park van het Crystal Palace heeft een soort hoge schoft op de schouders staan, die geïnspireerd zou kunnen zijn geweest door deze vondst. Direct bewijs hiervoor is er overigens niet.

Werd de megalosaurus met hoge schoft geïnspireerd door Becklespinax?

Megalosaurus bucklandii leefde tijdens het Jura. In 1888 werden de door Beckles gevonden fossielen, die uit het vroege Krijt stammen, daarom door Richard Lydekker in verband gebracht met Megalosaurus dunkeri, een Duitse vorm die er qua ouderdom dichter bij stond. In 1923 gaf Friedrich von Huene deze soort een eigen geslacht: Altispinax. Tegelijkertijd wees hij hieraan de drie wervels toe; hij zag ze zelfs als de belangrijkste bekende resten en de geslachtsnaam, die 'met hoge doorns' betekent, verwees ernaar. Opmerkelijk genoeg benoemde von Huene het geslacht in 1926 opnieuw en nu alleen op basis van de wervels, op voorwaarde dat aangetoond zou kunnen worden dat ze inderdaad dezelfde soort vertegenwoordigden als Megalosaurus dunkeri. Von Huene gaf in 1923 noch 1926 expliciet aan dat de typesoort Megalosaurus dunkeri was, hoewel dit impliciet is aan het gebruiken van het holotype ervan als cotype van Altipsinax. Hij gaf ook niet expliciet een nieuwe combinatienaam aan. Impliciet was die Altispinax dunkeri; in 1939 gebruikte Oskar Kuhn als eerste deze soortnaam. In de jaren daarna was Altispinax de naam die algemeen gebruikt werd voor de roofsauriër met rugkam uit Engeland.
In de jaren zestig echter werd het Samuel Welles duidelijk dat Altispinax dunkeri een nomen dubium was: een Duitse soort die van slechts één tand bekend was, zonder dat een verband met de Britse vondsten aangetoond kon worden, die dus alsnog apart benoemd dienden te worden. Wegens ziekte kon hij zijn bevindingen echter niet publiceren maar zijn aantekeningen raakten bekend in de Verenigde Staten. In 1988 benoemde Gregory S. Paul de wervels als een nieuwe soort van Acrocanthosaurus: Acrocanthosaurus? altispinax, waarbij dus de oude geslachtsnaam tot soortaanduiding werd gemaakt. Zoals het vraagteken reeds aangeeft, meende Paul zelf al dat de toeschrijving aan Acrocanthosaurus dubieus was. In 1991 gaf de amateurpaleontoloog George Olshevsky het fossiel eindelijk een eigen geslacht: Becklespinax waarvan de naam Beckles eert, de ontdekker, en diens naam combineert met een Neolatijns spinax, 'stekelig'. De nieuwe combinatie voor de soortnaam werd zo Becklespinax altispinax.
Het holotype, BMNH R1828, is vermoedelijk gevonden in een laag van de Hastings Bed Group die dateert uit het late Valanginien, ongeveer 133 miljoen jaar oud. Het bestaat uit een reeks van drie ruggenwervels. Owen meldde dat in dezelfde nodule waaruit deze wervels kwamen ook nog twee rechterribben aanwezig waren. Daarbij behoorden tot de vondst nog eens twee nodules met ieder twee wervellichamen. Daarvan nam Owen aan dat er twee zich vóór de reeks van drie bevonden en twee erachter. Dit aanvullende materiaal is later kwijtgeraakt; de reeks van drie wervels maakt nog deel uit van de collectie van het British Museum of Natural History. Het is wat omstreden welke positie de wervels in de wervelkolom hadden. Owen nog ervan uit dat ze tot de voorste ruggenwervels behoorden. Olshevsky gaf ze de nummers acht, negen en tien. Latere onderzoekers achtten het op grond van hun bouw waarschijnlijker dat het wervels tien, elf en twaalf betreft. Aangezien Becklespinax hoogstwaarschijnlijk in totaal dertien ruggenwervels had, moet Owen zich in dat geval vergist hebben in de positie van de aanvullende wervellichamen.
De nieuwe geslachtsnaam die Olshevsky het taxon gaf, werd niet onmiddellijk aanvaard. Veel onderzoekers bleven eerst van Altispinax spreken, hoewel al snel het besef doordrong dat Altispinax dunkeri inderdaad een nomen dubium was. Een oplossing om de ingeburgerde geslachtsnaam te behouden, zag men soms in het voor de wervels benoemen van een aparte soort van Altispinax. Stephan Pickering, die de aantekeningen van Welles beheerde, schiep in 1995 de soortnaam Altispinax lydekkerhueneorum. Doordat dit echter slechts in een nieuwsbrief gebeurde, voldeed dit niet aan de publicatie-eisen van de ICZN en bleef deze naam een ongeldige nomen nudum. In 2000 gaf Oliver Walter Mischa Rauhut een ingenieuze interpretatie. Von Huene's naamgeving uit 1923 achtte hij ongeldig omdat er niet expliciet een typesoort aangegeven was. De voorwaarde die von Huene aan de benoeming van 1926 stelde, vatte Rauhut zo op dat als er geen verband tussen de wervels en Megalosaurus dunkeri kon worden vastgesteld, deze als een apart taxon werden benoemd. Dat verband was er niet; de soortnaam die Kuhn in 1939 gaf, Altispinax dunkeri, had echter evident betrekking op Megalosaurus dunkeri. Het andere taxon had dus nog geen naam en Rauhut benoemde het als Altispinax altispinax. Tegenwoordig wordt Rauhuts redenering algemeen afgewezen. In 1923 had von Huene wel degelijk Megalosaurus dunkeri als typesoort vastgelegd; Altispinax dunkeri is daarvan slechts de nieuwe combinatienaam die verder geen speciaal nomenclaturaal belang heeft. Afgezien daarvan vergiste Rauhut zich ook op verschillende andere punten: een geslacht vóór 1939 benoemd hoeft überhaupt geen typesoort te hebben; een voorwaardelijke benoeming is ongeldig dus die uit 1926 kan niet valide zijn; en de interpretatie van von Huene's tekst uit 1926 is nogal gewrongen. Becklepsinax altispinax wordt nu algemeen aanvaard; Altispinax lydekkerhueneorum en Altispinax altispinax zijn daarvan jongere objectieve synoniemen.

## Beschrijving

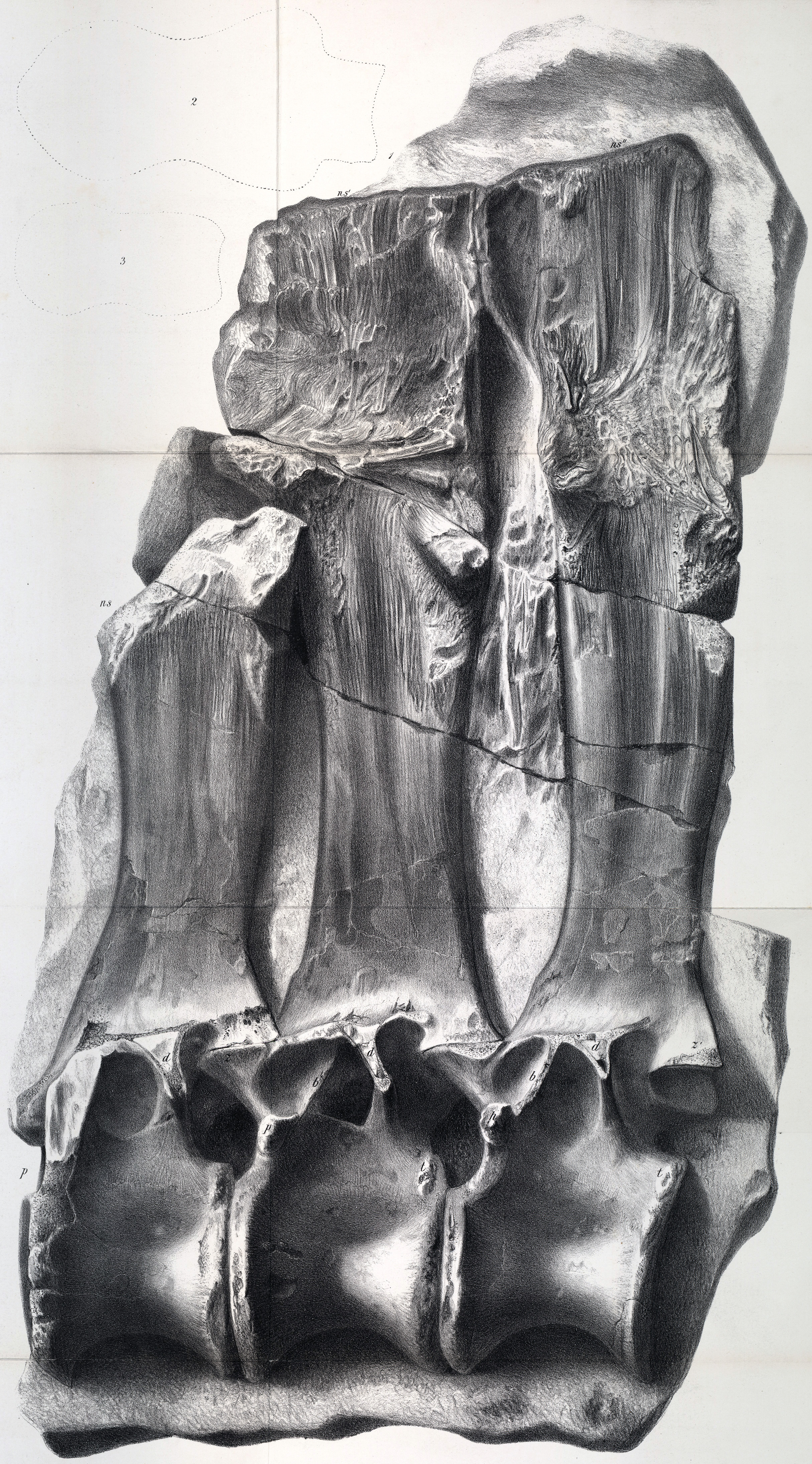
De lithografie door Joseph Dinkel van het holotype

Vaak wordt als de grootte van Becklespinax nog die van Altispinax vermeld, een vrij forse theropode die acht meter lang of meer kan zijn geweest. Becklespinax zelf was echter niet zo groot, als we er tenminste van uitgaan dat het holotype een volwassen exemplaar betreft. Paul schatte in 1988 het gewicht op één ton, wat een lichaamslengte inhoudt van zo'n zes meter.
Het meest opvallende kenmerk van Becklespinax zijn de hoge doornuitsteeksels op de ruggenwervels, die een hoge kam op de rug van het dier moeten hebben gevormd. De uitsteeksels, de processus spinosi, van de achterste twee bewaarde wervels hebben een hoogte van zo'n vijfendertig centimeter. Het uitsteeksel van de voorliggende wervel is echter veel korter. Het ziet eruit alsof het bovenste derde deel afgebroken is en de voorrand van de achterliggende wervel lijkt deze breuk te overgroeien. Ralph Molnar stelde in 2001 daarom dat de breuk niet bij het fossiel was opgetreden maar bij het levende dier: een beet of val zou een diepe wond toegebracht hebben in de rugkam waarna deze van achteren weer was dichtgegroeid. De toestand zoals die nu zichtbaar is zou dus pathologisch zijn. Naish erkende in 2003 deze mogelijkheid maar meende dat het ook zou kunnen dat dit de natuurlijke toestand was. In dat geval zou dus de kam altijd een opvallende voorste inkeping hebben gehad, wellicht om een mogelijke signaalfunctie te versterken. Deze hypothese kreeg later ondersteuning door de vondst van Concavenator, een mogelijk verwante soort die ook een achterste rugkam met een inkeping toont. De uitsteeksels van de achterste twee wervels zijn aan de bovenkant over zekere lengte met elkaar vergroeid. De doornuitsteeksels hebben verder als eigenaardigheid dat hun zijden erg ruw zijn en hun bovenkanten overdwars verdikt uitlopen; de dwarsdoorsnede bedraagt ongeveer vijfenvijftig millimeter.
De wervellichamen hebben aan voor- en achterkant uitgeholde facetten en zijn ingesnoerd; ze tonen geen pneumatische openingen. Ze zijn hoger dan lang en hebben een sterke uitholling op de onderzijde. Hoge richels op de wervelboog, onder het voorste gewrichtsuitsteeksel, onder de diapofyse en onder het achterste gewrichtsuitsteeksel, omranden drie uithollingen. Er loopt geen richel tussen de basis van het doornuitsteeksel en de diapofyse, zoals wel bij de Baryonychinae. Het viel reeds Owen in 1856 dat de uithollingen een pneumatisch karakter zouden kunnen dragen, dus gevormd waren door uitlopers van luchtzakken, de eerste keer dat dit bij een Mesozoïsche dinosauriër verondersteld werd. De achterste wervel toont aan de achterkant een secundair gewrichtsuitsteeksel, een hyposfeen die opvallend groot en rechthoekig is.

## Fylogenie
Olshevsky plaatste Becklespinax in 1992 in de Eustreptospondylidae. In 2003 en 2007 gaf Darren Naish een positie in de Allosauroidea of Carnosauria, wellicht meer bepaaldelijk in de groep van de Sinraptoridae. Veel andere onderzoekers zijn voorzichtiger en beperken zich tot een ruimere Tetanurae incertae sedis. De beperkte omvang en afwijkende morfologie van het materiaal maken een plaatsing lastig.
Wegens de rugkam suggereren sommige populair-wetenschappelijke boeken een verwantschap met de Spinosauridae maar daar zijn verder geen speciale aanwijzingen voor.